# 𐐅
Ne doit pas être confondu avec O barré verticalement.
L’ou long est une lettre de l’alphabet déséret utilisée pour transcrire le oo long anglais, prononcé [u] ou [uː], par exemple utilisé dans fool ‹ 𐑁𐐭𐑊 ›.

## Représentation informatique
Cette lettre ne possède pas de représentations Unicode.
| formes    | représentations | chaînes de caractères | points de code | descriptions                     |
| --------- | --------------- | --------------------- | -------------- | -------------------------------- |
| majuscule | 𐐅               | 𐐅                     | U+10405        | lettre majuscule déséret oo long |
| minuscule | 𐐭               | 𐐭                     | U+1042D        | lettre minuscule déséret oo long |

## Sources
- (en) Neil Alexander Walker, A Complete Guide to Reading and Writing the Deseret Alphabet, 2005 (lire en ligne)